# Доктор Хаус (сезон 8)
Восьмий сезон американського телесеріалу «Доктор Хаус», про його вихід було офіційно оголошено 10 травня 2011 року. Прем'єра першої серії відбулася 3 жовтня 2011 року. Відомо, що в цьому сезоні не буде персонажу Ліза Кадді, так як акторка Ліза Едельштейн не захотіла продовжувати свій контракт. У своєму твіттері Грег Яітанес написав, що в сезоні буде 22 епізоди.

## В ролях

### В головних ролях
- Г'ю Лорі — доктор Грегорі Хаус
- Роберт Шон Леонард — доктор Джеймс Вілсон
- Омар Еппс — доктор Ерік Форман
- Джессі Спенсер — доктор Роберт Чейз
- Олівія Вайлд — доктор Ремі Хадлі (Тринадцята)
- Пітер Джекобсон — доктор Кріс Тауб
- Одет Юстман[5] — доктор Джессіка Адамс
- Шарлін Ї[6] — доктор Чі Парк

### В другорядних ролях
- Кароліна Видра — Домініка Петрова-Хаус (5 епізодів)
- Діана Бейкер — Блайс Хаус (2 епізоди)
- Дженніфер Крістал-Фолі — Рейчел Тауб
- Зіна Грей — Рубі (2 епізоди)
- Андре Брауер — доктор Дерріл Нолан
- Енн Дудек — доктор Ембер Волакіс
- Дженніфер Моррісон — доктор Елісон Кемерон
- Кел Пенн — доктор Лоренс Катнер
- Ембер Темблін — доктор Марта Мастерз
- Сіла Ворд — Стейсі Ворнер

## Епізоди
| №   | #  | Назва                                        | Режисер(и)        | Сценарист(и)                                          | Перегляд американцями (у мільйонах) | Рейтинг | Вийшла в США                                          |
| --- | -- | -------------------------------------------- | ----------------- | ----------------------------------------------------- | ----------------------------------- | ------- | ----------------------------------------------------- |
| 156 | 1  | «Двадцять пігулок вікодину» «Twenty Vicodin» | Грег Яітанес      | Пітер Блейк                                           | 9.78                                | N/A     | 3 жовтня 2011                                         |
| 157 | 2  | «Трансплантат» «Transplant»                  | Ден Аттіас        | Девід Фостер та Ліз Фрідман                           | 6.85                                | N/A     | 10 жовтня 2011                                        |
| 158 | 3  | «Благочинна справа» «Charity Case»           | Грег Яітанес      | Сара Гесс                                             | 8.34                                | N/A     | 17 жовтня 2011                                        |
| 159 | 4  | «Ризикована справа» «Risky Business»         | Сенфорд Букстевер | Сет Гоффман                                           | 6.65                                | N/A     | 31 жовтня 2011                                        |
| 160 | 5  | «Зізнання» «The Confession»                  | Кейт Вудз         | Джон С. Келлі                                         | 7.55                                | N/A     | 7 листопада 2011                                      |
| 161 | 6  | «Батьки» «Parents»                           | Грег Яітанес      | Елі Етті                                              | 6.63                                | N/A     | 14 листопада 2011                                     |
| 162 | 7  | «Мертвий і похований» «Dead & Burried»       | Мігель Сапокнік   | Девід Хоселтон                                        | 7.46                                | N/A     | 21 листопада 2011                                     |
| 163 | 8  | «Ризики параної» «Perils of Paranoia»        | Девід Стрейтон    | Томас Л. Моран                                        | 7.41                                | N/A     | 28 листопада 2011                                     |
| 164 | 9  | «Найкраща половина» «Better Half»            | Грег Яітанес      | Кейт Лінгенфельтер                                    | 8.76                                | N/A     | 23 січня 2012                                         |
| 165 | 10 | «Утікачі» «Runaways»                         | Сенфорд Букстевер | Маркі Джексон                                         | 8.73                                | N/A     | 30 січня 2012                                         |
| 166 | 11 | «Ніхто не винен» «Nobody's Fault»            | Грег Яітанес      | Девід Фостер, Рассел Френд та Гаррет Лернер           | 7.09                                | N/A     | 6 лютого 2012                                         |
| 167 | 12 | «Чейз» «Chase»                               | Метт Шакман       | Пітер Блейк та Елі Етті                               | 7.16                                | N/A     | 13 лютого 2012                                        |
| 168 | 13 | «Хазяїн у домі» «Man of the House»           | Колін Баксі       | Сара Гесс та Ліз Фрідман                              | 7.08                                | N/A     | 20 лютого 2012                                        |
| 169 | 14 | «Любов зла» «Love is Blind»                  | Тім Саутем        | Джон С. Келлі                                         | 5.94                                | N/A     | 27 лютого 2012 (світ) 19 березня 2012 (Телеканал Fox) |
| 170 | 15 | «Стукач» «Blowing the Whistle»               | Джуліан Хіггінс   | Сюжет: Денні Вейс Сценарій: Денні Вейс та Сет Гоффман | 6.67                                | N/A     | 2 квітня 2012                                         |
| 171 | 16 | «Слабо» «Gut Check»                          | Мігель Сапокнік   | Дженні Конвей та Девід Хоселтон                       | 6.01                                | N/A     | 9 квітня 2012                                         |
| 172 | 17 | «Нам потрібні яйця» «We Need the Eggs»       | Девід Стрейтон    | Пітер Блейк та Сара Гесс                              | 5.61                                | N/A     | 16 квітня 2012                                        |
| 173 | 18 | «Тіло й душа» «Body & Soul»                  | Стефан Шварц      | Дастін Педдок                                         | 5.49                                | N/A     | 23 квітня 2012                                        |
| 174 | 19 | «Слово на букву Р» «The C-Word»              | Г'ю Лорі          | Джон С. Келлі та Маркі Джексон                        | 6.45                                | N/A     | 30 квітня 2012                                        |
| 175 | 20 | «Розтин покаже» «Post Mortem»                | Пітер Веллер      | Девід Хоселтон та Кейт Лінгенфелтер                   | 6.09                                | N/A     | 7 травня 2012                                         |
| 176 | 21 | «Триматися» «Holding On»                     | Мігель Сапокнік   | Рассел Френд, Гаррет Лернер та Девід Фостер           | 6.45                                | N/A     | 14 травня 2012                                        |
| 177 | 22 | «Усі помирають» «Everybody Dies»             | Девід Шор         | Девід Шор, Пітер Блейк та Елі Етті                    | 8.72                                | N/A     | 21 травня 2012                                        |